# 이요셉
이요셉(李요셉, 2000년 3월 28일 ~ )은 대한민국의 축구 선수이다. 포지션은 중앙 미드필더이다. 현재 K리그1 수원 FC 소속이다.